# Ө

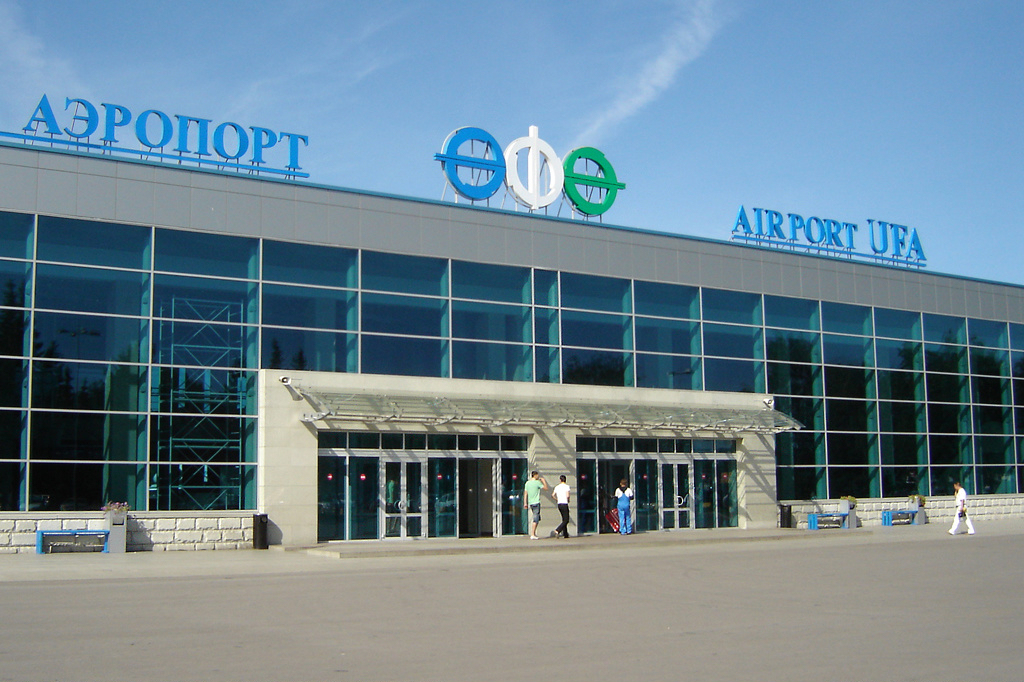
Dwie litery Ө i jedna litera Ф w baszkirskiej nazwie miasta na budynku lotniska w Ufie

Ө – litera rozszerzonej cyrylicy wykorzystywana m.in. w językach: azerskim, kazachskim i jakuckim. Nie należy mylić jej z podobnie wyglądającą grecką literą Θ oraz cyrylicką Ѳ.
W zależności od języka oznacza dźwięk [œ], [o] lub [ɞ].

## Wykorzystanie
| Alfabet      | Lp. | MAF  |        |
| ------------ | --- | ---- | ------ |
| azerski      | 20  | [œ]  |        |
| baszkirski   | 21  | [œ]  | [ 2 ]  |
| buriacki     | 17  | [ɞː] | [ 3 ]  |
| kazachski    | 21  | [œ]  | [ 1 ]  |
| kałmucki     | 21  | [œ]  | [ 4 ]  |
| karakałpacki | 21  | [œ]  | [ 5 ]  |
| ketyjski     | 20  | [o]  |        |
| kirgiski     | 18  | [œ]  | [ 6 ]  |
| mongolski    | 17  | [ɞ]  | [ 7 ]  |
| tatarski     | 20  | [œ]  |        |
| tofa         | 22  | [œ]  | [ 8 ]  |
| tuwiński     | 18  | [œ]  | [ 9 ]  |
| turkmeński   | 19  | [œ]  | [ 10 ] |
| ewenkijski   | 18  | [o]  |        |
| jakucki      | 21  | [œ]  |        |

## Kodowanie
| Znak                   | Ө                                | Ө                                | ө                              | ө                              |
| ---------------------- | -------------------------------- | -------------------------------- | ------------------------------ | ------------------------------ |
| Nazwa w Unikodzie      | CYRILLIC CAPITAL LETTER BARRED O | CYRILLIC CAPITAL LETTER BARRED O | CYRILLIC SMALL LETTER BARRED O | CYRILLIC SMALL LETTER BARRED O |
| Kodowanie              | dziesiątkowo                     | szesnastkowo                     | dziesiątkowo                   | szesnastkowo                   |
| Unicode                | 1256                             | U+04E8                           | 1257                           | U+04E9                         |
| UTF-8                  | 211 168                          | d3 a8                            | 211 169                        | d3 a9                          |
| Odwołania znakowe SGML | &#1256;                          | &#x04E8;                         | &#1257;                        | &#x04E9;                       |